# Jurij Jechanurow
Jurij Iwanowycz Jechanurow, ukr. Юрій Іванович Єхануров (ur. 23 sierpnia 1948 w Bielkaczі w Rosji) – ukraiński polityk, z wykształcenia ekonomista, parlamentarzysta i minister, były premier Ukrainy.

## Życiorys
Z wykształcenia ekonomista, uzyskał stopień kandydata nauk. Od 1974 do początku lat 90. zajmował kierownicze stanowiska w przedsiębiorstwach budowlanych. Później zatrudniony w administracji rządowej. W latach 1993–1994 był wiceministrem gospodarki, następnie kierował jednym z urzędów centralnych. W 1997 przez pięć miesięcy pełnił funkcję ministra gospodarki, po odwołaniu został przewodniczącym Komitetu Ukrainy ds. Rozwoju Przedsiębiorczości. W 1998 uzyskał mandat deputowanego do Rady Najwyższej z ramienia NDP.
Od grudnia 1999 do maja 2001 był pierwszym wicepremierem w rządzie Wiktora Juszczenki. W 2002 został wybrany posłem z listy Bloku Nasza Ukraina. W kwietniu 2005 mianowano go przewodniczącym Dniepropetrowskiej Obwodowej Administracji Państwowej. 8 września tego roku został nominowany na pełniącego obowiązki premiera Ukrainy po dymisji Julii Tymoszenko. 20 września jego kandydatura został odrzucona przez Radę Najwyższą Ukrainy, jednak prezydent Wiktor Juszczenko po konsultacji z najważniejszymi partiami ukraińskimi (w tym z partią Partią Regionów Wiktora Janukowycza) podtrzymał jego kandydaturę. W ponownym głosowaniu 22 września Jurij Jechanurow został przez Radę Najwyższą zatwierdzony na stanowisku premiera. Zajmował to stanowisko do sierpnia 2006.
W 2006 i 2007 ponownie uzyskiwał mandat poselski. W grudniu 2007 objął urząd ministra obrony w nowo powołanym rządzie. 5 czerwca 2009 decyzją Rady Najwyższej został zdymisjonowany z pełnionego stanowiska. Objął następnie stanowisko w administracji prezydenckiej.
Jurij Jechanurow z pochodzenia jest po ojcu Buriatem, a po matce Helenie Trybel Polakiem. Jej rodzina została deportowana w ramach antypolskiej operacji NKWD na Syberię.